# HAL (牧野あおいの漫画)
『HAL』（ハル）は、牧野あおいによる日本の漫画作品、及び短編集のタイトル。表題作は、『りぼんファンタジー』（集英社）に掲載された。

## あらすじ
主人公の宮崎しずくは小さい頃から何事も人並み以上にできてしまう少女で、常にトップにいることが人間の最大の価値だと思っていた。しかし、そんな彼女も2週間前に転校してきたクラスメイトの阿部夕希に成績を抜かれてしまい、内心は穏やかではない。そんなある日、彼女の前にハルと名乗る死神が現れ、「願えば望む者を殺せる」と言われる。

## 登場人物
宮崎 しずく（みやざき しずく）
本作の主人公。14歳。勉強もスポーツも人並み以上にできる上に容姿端麗な少女。周りからはミスと呼ばれている。
阿部 夕希（あべ ゆうき）
しずくのクラスに来た転入生。彼女も優秀で目立つ為、しずくから妬まれる。
ハル
少年の姿をした死神。黒い翼を生やしている。負の感情を喰らう代わりに憑いた人間の望む者を3度まで殺せる。

## 書誌情報
- 牧野あおい 『HAL』 集英社 〈りぼんマスコットコミックス〉、2010年5月14日発売[1]、ISBN 978-4-08-867056-0、全1巻
  - HAL（『りぼんファンタジー』2009年11月増刊号）
  - 7年後の虹（『りぼんスペシャル』2009年春の大増刊号）
  - サヨナラ天使（『りぼんスペシャル』2009年冬休み大増刊号）
  - 青のツバサ[2]（『りぼんスペシャル』2008年春の大増刊号、デビュー作）